# 양서면
양서면(楊西面)은 경기도 양평군의 면이다.

## 개요
양서면은 조선 영조 23년 양근군 서시면과 서중면으로 분리시켰다가, 1914년 부ㆍ근ㆍ면에 폐함 조치에 따라 서시면과 서중면을 합병하여 현재의 양서면이라 불리고 있다.

## 행정 구역
- 국수리(菊秀里)
- 대심리(大心里)
- 도곡리(陶谷里)
- 목왕리(木旺里)
- 복포리(福浦里)
- 부용리(芙蓉里)
- 신원리(新院里)
- 양수리(兩水里)
- 용담리(龍潭里): 면사무소 소재지
- 증동리(澄東里)
- 청계리(淸溪里)

## 특산물
- 배
- 표고버섯

## 교육
- 대아초등학교
- 양서초등학교
- 양수초등학교
- 국수중학교
- 양수중학교
- 양서고등학교
- 양평전자과학고등학교